# Main Event der World Series of Poker
Das Main Event der World Series of Poker (von Main Event, engl. für Hauptveranstaltung) ist ein Pokerturnier, das einmal jährlich am Las Vegas Strip ausgetragen wird. Der Sieger darf sich offiziell Pokerweltmeister nennen.

## Geschichte
Johnny Moss gewann 1970 die erste World Series of Poker nach Wahl durch die anderen Teilnehmer und erhielt dafür einen Silberpokal. Seit 1971 wird der Sieger durch ein Turnier im Freeze-Out-Modus bestimmt. Der Buy-in für das Turnier in der Variante No Limit Texas Hold’em beträgt 10.000 US-Dollar. Doyle Brunson gewann in den Jahren 1976 und 1977 (back to back) die finale Hand mit 10-2. Beide Male wurde diese Hand zu einem Full House, sie wird daher auch die „Doyle-Brunson-Hand“ genannt. 1979 gewann mit Hal Fowler zum ersten Mal ein Amateur das Main Event. Erst im Jahre 1999 gelang Noel Furlong wieder ein solcher Amateursieg. Jack Straus („A Chip and a Chair is all you need“) gewann 1982, nachdem ihm zwischenzeitlich nur ein einziger 500-$-Chip blieb. Mit Barbara Enright saß 1995 zum ersten und bisher einzigen Mal eine Frau am Finaltisch. Chris Moneymaker qualifizierte sich 2003 bei einem Onlineturnier auf PokerStars mit einem Buy-in von nur 39 US-Dollar für das Main Event und gewann das Turnier anschließend für ein Preisgeld von 2,5 Millionen US-Dollar. Dadurch wurde ein Pokerboom ausgelöst, der bereits im Jahr 2004 das Preisgeld für den Sieger auf 5 Millionen US-Dollar steigerte. Man spricht bis heute vom sogenannten Moneymaker-Effekt, da viele Amateure ihr Glück bei der WSOP versuchen. Im November 2011 gewann mit Pius Heinz zum ersten Mal ein deutschsprachiger Spieler das Event. Anfang April 2019 wurde das Turnier bei den Global Poker Awards als Event of the Year 2018 ausgezeichnet. Aufgrund der COVID-19-Pandemie wurde das Main Event 2020 erst zum Jahresende ausgespielt und stellte eine Kombination aus Online- und Livepoker dar. Amtierender Weltmeister ist der Amerikaner Daniel Weinman.

## Modus
Die Anmeldung zum Main Event ist auf drei Tage verteilt. Anschließend wird gespielt, bis lediglich neun Spieler verbleiben. Der Finaltisch wurde von 2008 bis 2016 Anfang November desselben Jahres ausgespielt, die Spieler am Finaltisch wurden daher auch als die November Nine bezeichnet. Seit 2017 wird der Finaltisch wieder Ende Juli ausgespielt.

## Übertragung
Der US-amerikanische Fernsehsender ESPN sendete vor dem im November stattfindenden Finaltisch Zusammenfassungen in mehreren Episoden, die von Norman Chad und Lon McEachern kommentiert sowie von Kara Scott moderiert wurden. Der Finaltisch wurde live und exklusiv bei ESPN übertragen. Der deutsche Fernsehsender Sport1 sendete die ESPN-Episoden jeweils Anfang des neuen Jahres mit Kommentar von Michael Körner. Seit 2017 überträgt das kostenpflichtige Portal PokerGO jeden Tag des Main Events live.

## Bisherige Austragungen

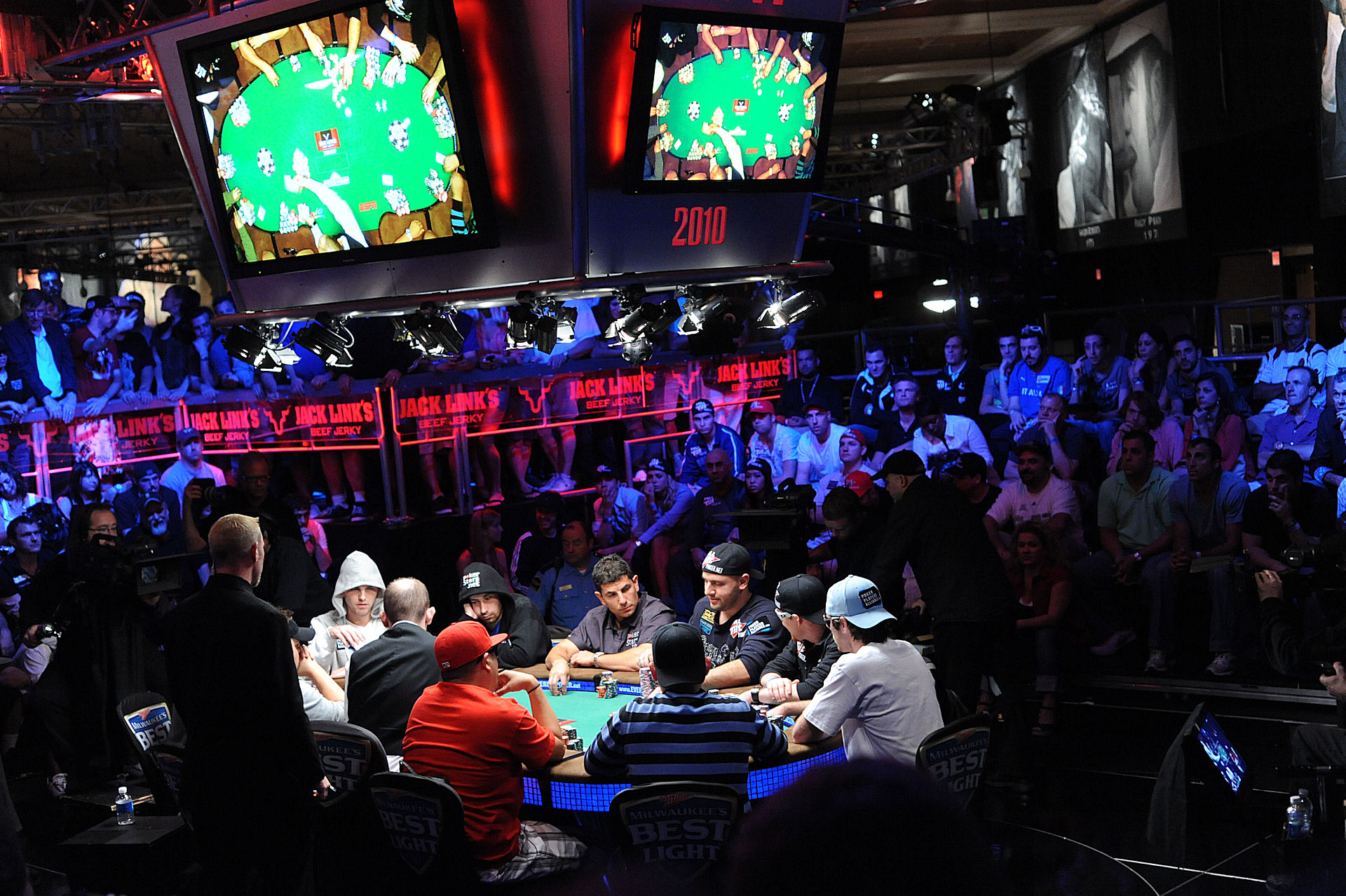
Finaltisch beim Main Event 2010

| Jahr | Teilnehmer | bezahlte Plätze | Preisgeld (in $) | Sieger           | Herkunft               | Zweiter             | Herkunft               | Finalhände        | Beste Frau                |
| ---- | ---------- | --------------- | ---------------- | ---------------- | ---------------------- | ------------------- | ---------------------- | ----------------- | ------------------------- |
| 1970 | 00.007     | 0001            | Silberpokal      | Johnny Moss *    | Vereinigte Staaten     | –                   | –                      | –                 | –                         |
| 1971 | 00.007     | 0001            | 00.030.000       | Johnny Moss      | Vereinigte Staaten     | Walter Pearson      | Vereinigte Staaten     | unbekannt         | –                         |
| 1972 | 00.008     | 0001            | 00.080.000       | Thomas Preston   | Vereinigte Staaten     | Walter Pearson      | Vereinigte Staaten     | K♥ J♦ vs. 6 6     | –                         |
| 1973 | 00.013     | 0001            | 00.130.000       | Walter Pearson   | Vereinigte Staaten     | Johnny Moss         | Vereinigte Staaten     | A♠ 7♠ vs. K♥ J♠   | –                         |
| 1974 | 00.016     | 0001            | 00.160.000       | Johnny Moss      | Vereinigte Staaten     | Crandall Addington  | Vereinigte Staaten     | 3♥ 3♠ vs. A♣ 2♣   | –                         |
| 1975 | 00.021     | 0001            | 00.210.000       | Brian Roberts    | Vereinigte Staaten     | Bob Hooks           | Vereinigte Staaten     | 9♠ 9♥ vs. A♣ K♦   | –                         |
| 1976 | 00.022     | 0001            | 00.220.000       | Doyle Brunson    | Vereinigte Staaten     | Jesse Alto          | Vereinigte Staaten     | 10♠ 2♠ vs. A♠ J♦  | –                         |
| 1977 | 00.034     | 0001            | 00.340.000       | Doyle Brunson    | Vereinigte Staaten     | Gary Berland        | Vereinigte Staaten     | 10♠ 2♥ vs. 8♥ 5♣  | –                         |
| 1978 | 00.042     | 0005            | 00.210.000       | Bobby Baldwin    | Vereinigte Staaten     | Crandall Addington  | Vereinigte Staaten     | Q♦ Q♣ vs. 9♦ 9♣   | –                         |
| 1979 | 00.054     | 0005            | 00.270.000       | Hal Fowler       | Vereinigte Staaten     | Bobby Hoff          | Vereinigte Staaten     | 7♠ 6♦ vs. A♣ A♥   | –                         |
| 1980 | 00.073     | 0005            | 00.385.000       | Stu Ungar        | Vereinigte Staaten     | Doyle Brunson       | Vereinigte Staaten     | 5♠ 4♠ vs. A♥ 7♠   | –                         |
| 1981 | 00.075     | 0009            | 00.375.000       | Stu Ungar        | Vereinigte Staaten     | Perry Green         | Vereinigte Staaten     | A♥ Q♥ vs. 10♠ 9♦  | –                         |
| 1982 | 00.104     | 0009            | 00.520.000       | Jack Straus      | Vereinigte Staaten     | Dewey Tomko         | Vereinigte Staaten     | A♥ 10♠ vs. A♦ 4♦  | –                         |
| 1983 | 00.108     | 0010            | 00.540.000       | Tom McEvoy       | Vereinigte Staaten     | Rod Peate           | Vereinigte Staaten     | Q♦ Q♠ vs. K♦ J♦   | –                         |
| 1984 | 00.132     | 0009            | 00.660.000       | Jack Keller      | Vereinigte Staaten     | Byron Wolford       | Vereinigte Staaten     | 10♥ 10♠ vs. 6♥ 4♥ | –                         |
| 1985 | 00.140     | 0009            | 00.700.000       | Bill Smith       | Vereinigte Staaten     | T. J. Cloutier      | Vereinigte Staaten     | 3♠ 3♥ vs. A♦ 3♣   | –                         |
| 1986 | 00.141     | 0036            | 00.570.000       | Berry Johnston   | Vereinigte Staaten     | Mike Hart           | Vereinigte Staaten     | A♠ 10♥ vs. A♦ 8♦  | Wendeen Eolis (25.)       |
| 1987 | 00.152     | 0036            | 00.625.000       | Johnny Chan      | Vereinigte Staaten     | Frank Henderson     | Vereinigte Staaten     | A♠ 9♣ vs. 4♦ 4♣   | –                         |
| 1988 | 00.167     | 0036            | 00.700.000       | Johnny Chan      | Vereinigte Staaten     | Erik Seidel         | Vereinigte Staaten     | J♣ 9♣ vs. Q♣ 7♥   | –                         |
| 1989 | 00.178     | 0036            | 00.755.000       | Phil Hellmuth    | Vereinigte Staaten     | Johnny Chan         | Vereinigte Staaten     | 9♠ 9♣ vs. A♠ 7♠   | –                         |
| 1990 | 00.194     | 0036            | 00.835.000       | Mansour Matloubi | Vereinigtes Konigreich | Hans Lund           | Vereinigte Staaten     | 6♥ 6♠ vs. 4♦ 4♣   | –                         |
| 1991 | 00.215     | 0036            | 01.000.000       | Brad Daugherty   | Vereinigte Staaten     | Don Holt            | Vereinigte Staaten     | K♠ J♠ vs. 7♥ 3♥   | –                         |
| 1992 | 00.201     | 0036            | 01.000.000       | Hamid Dastmalchi | Vereinigte Staaten     | Tom Jacobs          | Vereinigte Staaten     | 8♥ 4♣ vs. J♦ 7♠   | –                         |
| 1993 | 00.220     | 0027            | 01.000.000       | Jim Bechtel      | Vereinigte Staaten     | Glenn Cozen         | Vereinigte Staaten     | J♣ 6♥ vs. 7♠ 4♦   | Marsha Waggoner (19.)     |
| 1994 | 00.268     | 0027            | 01.000.000       | Russ Hamilton    | Vereinigte Staaten     | Hugh Vincent        | Vereinigte Staaten     | K♠ 8♥ vs. 8♣ 5♥   | Barbara Samuelson (10.)   |
| 1995 | 00.273     | 0027            | 01.000.000       | Dan Harrington   | Vereinigte Staaten     | Howard Goldfarb     | Kanada                 | 9♦ 8♦ vs. A♥ 7♣   | Barbara Enright (5.)      |
| 1996 | 00.295     | 0027            | 01.000.000       | Huck Seed        | Vereinigte Staaten     | Bruce Van Horn      | Vereinigte Staaten     | 9♦ 8♦ vs. K♣ 8♣   | Lucy Rokach (26.)         |
| 1997 | 00.312     | 0027            | 01.000.000       | Stu Ungar        | Vereinigte Staaten     | John Strzemp        | Vereinigte Staaten     | A♥ 4♣ vs. A♠ 8♣   | Marsha Waggoner (12.)     |
| 1998 | 00.350     | 0027            | 01.000.000       | Scotty Nguyen    | Vereinigte Staaten     | Kevin McBride       | Vereinigte Staaten     | J♦ 9♣ vs. Q♥ 10♥  | Susie Isaacs (10.)        |
| 1999 | 00.393     | 0036            | 01.000.000       | Noel Furlong     | Irland                 | Alan Goehring       | Vereinigte Staaten     | 5♣ 5♦ vs. 6♥ 6♣   | –                         |
| 2000 | 00.512     | 0045            | 01.500.000       | Chris Ferguson   | Vereinigte Staaten     | T. J. Cloutier      | Vereinigte Staaten     | A♠ 9♣ vs. A♦ Q♣   | Annie Duke (10.)          |
| 2001 | 00.613     | 0045            | 01.500.000       | Carlos Mortensen | Spanien                | Dewey Tomko         | Vereinigte Staaten     | K♣ Q♣ vs. A♠ A♥   | –                         |
| 2002 | 00.631     | 0045            | 02.000.000       | Robert Varkonyi  | Vereinigte Staaten     | Julian Gardner      | Vereinigtes Konigreich | Q♦ 10♠ vs. J♣ 8♣  | –                         |
| 2003 | 00.839     | 0063            | 02.500.000       | Chris Moneymaker | Vereinigte Staaten     | Sam Farha           | Vereinigte Staaten     | 5♦ 4♠ vs. J♥ 10♦  | Annie Duke (47.)          |
| 2004 | 02.576     | 0226            | 05.000.000       | Greg Raymer      | Vereinigte Staaten     | David Williams      | Vereinigte Staaten     | 8♠ 8♦ vs. A♥ 4♠   | Rose Richie (98.)         |
| 2005 | 05.619     | 0560            | 07.500.000       | Joe Hachem       | Australien             | Steve Dannenmann    | Vereinigte Staaten     | 7♣ 3♠ vs. A♦ 3♣   | Tiffany Williamson (15.)  |
| 2006 | 08.773     | 0873            | 12.000.000       | Jamie Gold       | Vereinigte Staaten     | Paul Wasicka        | Vereinigte Staaten     | Q♠ 9♣ vs. 10♥ 10♠ | Sabyl Cohen-Landrum (56.) |
| 2007 | 06.358     | 0621            | 08.250.000       | Jerry Yang       | Vereinigte Staaten     | Tuan Lam            | Kanada                 | 8♣ 8♦ vs. A♦ Q♦   | Maria Ho (38.)            |
| 2008 | 06.844     | 0666            | 09.152.416       | Peter Eastgate   | Danemark               | Iwan Demidow        | Russland               | A♦ 5♠ vs. 4♥ 2♥   | Tiffany Michelle (17.)    |
| 2009 | 06.494     | 0648            | 08.546.435       | Joe Cada         | Vereinigte Staaten     | Darvin Moon         | Vereinigte Staaten     | 9♦ 9♣ vs. Q♦ J♦   | Leo Margets (27.)         |
| 2010 | 07.319     | 0747            | 08.944.310       | Jonathan Duhamel | Kanada                 | John Racener        | Vereinigte Staaten     | A♠ J♥ vs. K♦ 8♦   | Breeze Zuckerman (121.)   |
| 2011 | 06.865     | 0693            | 08.715.368       | Pius Heinz       | Deutschland            | Martin Staszko      | Tschechien             | A♠ K♣ vs. 10♣ 7♣  | Erika Moutinho (29.)      |
| 2012 | 06.598     | 0666            | 08.531.853       | Greg Merson      | Vereinigte Staaten     | Jesse Sylvia        | Vereinigte Staaten     | K♦ 5♦ vs. Q♠ J♠   | Gaëlle Baumann (10.)      |
| 2013 | 06.352     | 0648            | 08.361.570       | Ryan Riess       | Vereinigte Staaten     | Jay Farber          | Vereinigte Staaten     | A♥ K♥ vs. Q♠ 5♠   | Jackie Glazier (31.)      |
| 2014 | 06.683     | 0693            | 10.000.000       | Martin Jacobson  | Schweden               | Felix Stephensen    | Norwegen               | 10♥ 10♦ vs. A♥ 9♥ | Maria Ho (77.)            |
| 2015 | 06.420     | 1000            | 07.683.346       | Joe McKeehen     | Vereinigte Staaten     | Joshua Beckley      | Vereinigte Staaten     | A♥ 10♦ vs. 4♦ 4♣  | Kelly Minkin (29.)        |
| 2016 | 06.737     | 1011            | 08.005.310       | Qui Nguyen       | Vereinigte Staaten     | Gordon Vayo         | Vereinigte Staaten     | K♣ 10♣ vs. J♠ 10♠ | Gaëlle Baumann (102.)     |
| 2017 | 07.221     | 1084            | 08.150.000       | Scott Blumstein  | Vereinigte Staaten     | Daniel Ott          | Vereinigte Staaten     | A♥ 2♦ vs. A♦ 8♦   | Yuan Li (105.)            |
| 2018 | 07.874     | 1182            | 08.800.000       | John Cynn        | Vereinigte Staaten     | Tony Miles          | Vereinigte Staaten     | K♣ J♣ vs. Q♣ 8♥   | Kelly Minkin (50.)        |
| 2019 | 08.569     | 1286            | 10.000.000       | Hossein Ensan    | Deutschland            | Dario Sammartino    | Italien                | K♥ K♣ vs. 8♠ 4♠   | Jill Bryant (116.)        |
| 2020 | 00.674     | 0080            | 01.550.969       | Damian Salas     | Argentinien            | Brunno Botteon      | Brasilien              | K♦ 8♥ vs. 7♥ 3♥   | unbekannt                 |
| 2020 | 00.705     | 0107            | 01.553.256       | Joseph Hebert    | Vereinigte Staaten     | Ronald Jenkins      | Vereinigte Staaten     | A♣ Q♠ vs. Q♦ Q♣   | Maria Ho (22.)            |
| 2020 | 00.002     | 0001            | 01.000.000       | Damian Salas     | Argentinien            | Joseph Hebert       | Vereinigte Staaten     | K♦ J♠ vs. A♦ Q♠   | –                         |
| 2021 | 06.650     | 1000            | 08.000.000       | Koray Aldemir    | Deutschland            | George Holmes       | Vereinigte Staaten     | 10♦ 7♦ vs. K♣ Q♠  | Dragana Lim (64.)         |
| 2022 | 08.663     | 1300            | 10.000.000       | Espen Jørstad    | Norwegen               | Adrian Attenborough | Australien             | Q♦ 2♠ vs. J♣ 4♠   | Efthymia Litsou (18.)     |
| 2023 | 10.043     | 1507            | 12.100.000       | Daniel Weinman   | Vereinigte Staaten     | Steven Jones        | Vereinigte Staaten     | K♣ J♦ vs. J♣ 8♦   | Estelle Cohuet (68.)      |

## Main Events von Expansionen der WSOP

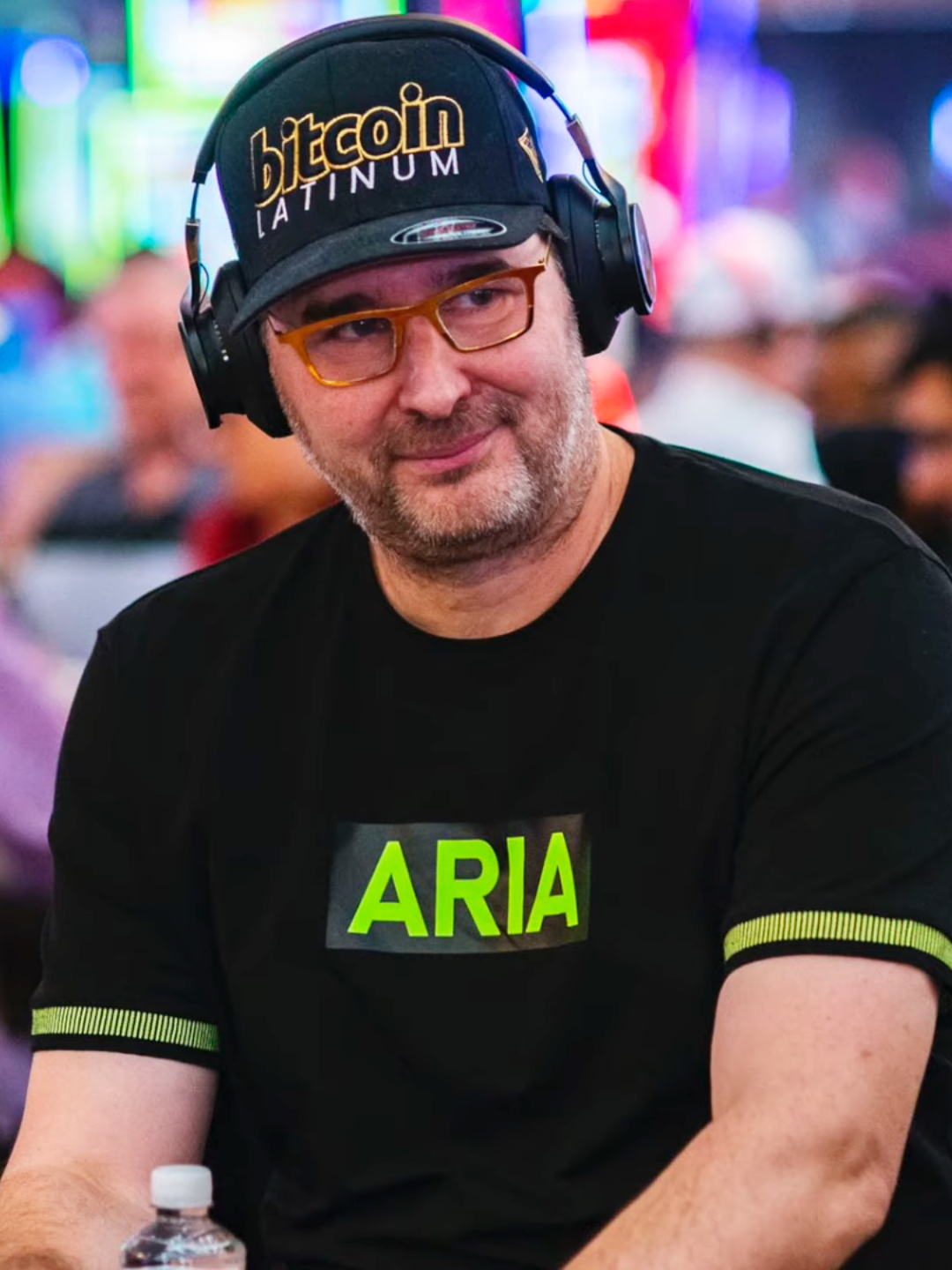
Phil Hellmuth gewann als einziger Spieler das Main Event der Hauptturnierserie sowie einer Expansion

### World Series of Poker Europe
| Jahr | Stadt             | Teilnehmer | bezahlte Plätze | Preisgeld   | Sieger               | Herkunft               | Zweiter             | Herkunft               | Finalhände        | Beste Frau              |
| ---- | ----------------- | ---------- | --------------- | ----------- | -------------------- | ---------------------- | ------------------- | ---------------------- | ----------------- | ----------------------- |
| 2007 | London            | 362        | 036             | 1.000.000 £ | Annette Obrestad     | Norwegen               | John Tabatabai      | Vereinigtes Konigreich | 7♥ 7♠ vs. 6♦ 5♠   | Annette Obrestad (1.)   |
| 2008 | London            | 363        | 036             | 0.868.800 £ | John Juanda          | Vereinigte Staaten     | Stanislaw Alechin   | Russland               | K♠ 6♣ vs. A♣ 9♠   | –                       |
| 2009 | London            | 334        | 036             | 0.801.603 £ | Barry Shulman        | Vereinigte Staaten     | Daniel Negreanu     | Kanada                 | 10♠ 10♣ vs. 4♠ 4♦ | Liz Lieu (22.)          |
| 2010 | London            | 346        | 036             | 0.830.401 £ | James Bord           | Vereinigtes Konigreich | Fabrizio Baldassari | Italien                | 10♦ 10♥ vs. 5♠ 5♥ | –                       |
| 2011 | Cannes            | 593        | 064             | 1.400.000 € | Elio Fox             | Vereinigte Staaten     | Chris Moorman       | Vereinigtes Konigreich | A♦ 10♠ vs. A♥ 7♠  | Maria Ho (27.)          |
| 2012 | Cannes            | 420        | 048             | 1.022.376 € | Phil Hellmuth        | Vereinigte Staaten     | Serhij Baranow      | Ukraine                | A♥ 10♦ vs. A♠ 4♣  | Liv Boeree (18.)        |
| 2013 | Enghien-les-Bains | 375        | 040             | 1.000.000 € | Adrián Mateos        | Spanien                | Fabrice Soulier     | Frankreich             | A♠ K♣ vs. 9♦ 8♦   | –                       |
| 2015 | Berlin            | 313        | 032             | 0.883.000 € | Kevin MacPhee        | Vereinigte Staaten     | David López         | Spanien                | A♦ 4♦ vs. K♥ K♣   | –                       |
| 2017 | Rozvadov          | 529        | 080             | 1.115.207 € | Martí Roca de Torres | Spanien                | Gianluca Speranza   | Italien                | Q♥ 5♦ vs. 10♠ 8♦  | Maria Ho (6.)           |
| 2018 | Rozvadov          | 534        | 081             | 1.122.239 € | Jack Sinclair        | Vereinigtes Konigreich | László Bujtás       | Ungarn                 | Q♥ 9♣ vs. J♦ 7♠   | –                       |
| 2019 | Rozvadov          | 541        | 082             | 1.133.678 € | Alexandros Kolonias  | Griechenland           | Claas Segebrecht    | Deutschland            | A♠ K♠ vs. 3♦ 3♣   | Maria Lamprópulos (31.) |
| 2021 | Rozvadov          | 688        | 104             | 1.276.712 € | Josef Guláš          | Tschechien             | Johan Guilbert      | Frankreich             | A♦ 8♠ vs. 2♣ 2♥   | –                       |
| 2022 | Rozvadov          | 763        | 115             | 1.380.129 € | Omar Eljach          | Schweden               | Jonathan Pastore    | Frankreich             | Q♠ Q♦ vs. A♣ 8♦   | Vivian Im (35.)         |
| 2023 | Rozvadov          | 817        | 123             | 1.500.000 € | Max Neugebauer       | Osterreich             | Eric Tsai           | Taiwan                 | J♠ 8♣ vs. J♦ 9♦   | Maria Lamprópulos (40.) |

### World Series of Poker Asia Pacific
| Jahr | Stadt     | Teilnehmer | bezahlte Plätze | Preisgeld (in A$) | Sieger          | Herkunft           | Zweiter       | Herkunft               | Finalhände       | Beste Frau           |
| ---- | --------- | ---------- | --------------- | ----------------- | --------------- | ------------------ | ------------- | ---------------------- | ---------------- | -------------------- |
| 2013 | Melbourne | 405        | 40              | 1.038.825         | Daniel Negreanu | Kanada             | Daniel Marton | Australien             | 2♠ 2♥ vs. A♠ 7♠  | –                    |
| 2014 | Melbourne | 329        | 36              | 0.850.136         | Scott Davies    | Vereinigte Staaten | Jack Salter   | Vereinigtes Konigreich | 6♦ 6♠ vs. Q♣ 10♣ | Angela Italiano (6.) |

### World Series of Poker Online
| Jahr | Teilnehmer | bezahlte Plätze | Preisgeld (in $) | Sieger             | Herkunft  | Zweiter                  | Herkunft            | Finalhände        | Beste Frau        |
| ---- | ---------- | --------------- | ---------------- | ------------------ | --------- | ------------------------ | ------------------- | ----------------- | ----------------- |
| 2020 | 5802       | 728             | 3.904.685        | Stojan Madanschiew | Bulgarien | Wenling Gao              | China Volksrepublik | 7♦ 6♥ vs. A♣ A♦   | Wenling Gao (2.)  |
| 2021 | 4092       | 450             | 2.543.073        | Alexei Wandyschew  | Russland  | Edson Tsutsumi           | Brasilien           | 10♠ 10♥ vs. 7♠ 7♣ | Christine Do (4.) |
| 2022 | 4984       | 500             | 2.793.574        | Simon Mattsson     | Schweden  | Kannapong Thanarattrakul | Thailand            | 6♣ 5♣ vs. J♣ 10♣  | unbekannt         |
| 2023 | 6023       | 761             | 2.783.432        | Bert Stevens       | Belgien   | Yagen Li                 | China Volksrepublik | 6♦ 6♣ vs. A♣ Q♦   | unbekannt         |

### World Series of Poker Paradise
| Jahr | Stadt           | Teilnehmer | bezahlte Plätze | Preisgeld (in $) | Sieger          | Herkunft    | Zweiter           | Herkunft   | Finalhände      | Beste Frau       |
| ---- | --------------- | ---------- | --------------- | ---------------- | --------------- | ----------- | ----------------- | ---------- | --------------- | ---------------- |
| 2023 | Paradise Island | 3010       | 0447            | 2.000.000        | Stanislav Zegal | Deutschland | Michael Sklenička | Tschechien | J♥ 4♦ vs. 7♠ 3♠ | Yinan Zhou (28.) |